# O Terno
O Terno foi uma banda paulistana de indie rock fundada em 2009, quando começou a fazer covers de bandas como Os Mutantes, The Beatles e The Kinks e, posteriormente, apresentou um repertório próprio. Foi uma das referências da música independente e do rock brasileiro na década de 2010, sendo uma das fundadoras do selo RISCO.

## História

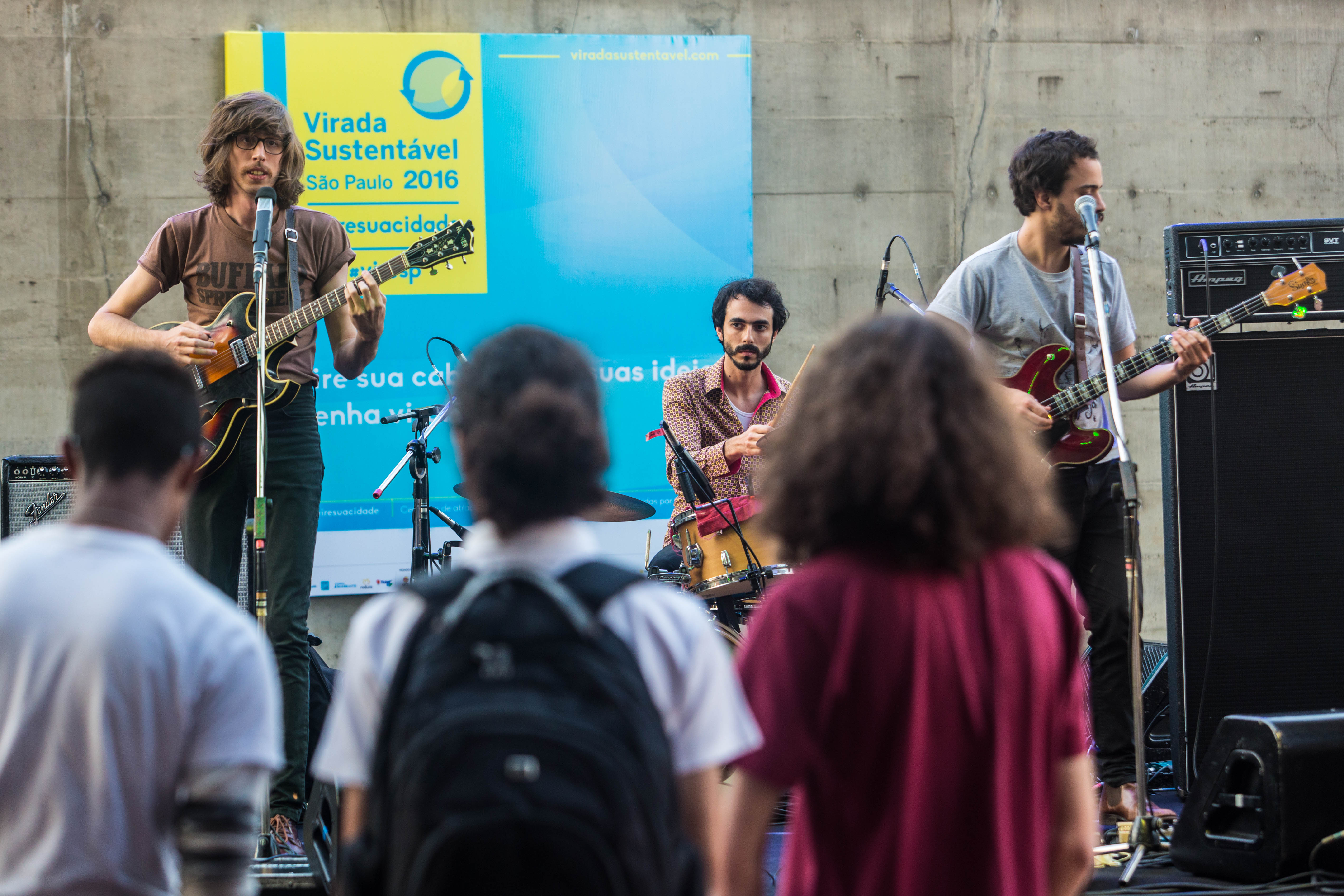
O Terno se apresentando em outubro de 2016

O Terno é uma banda de indie rock de São Paulo, formada por Tim Bernardes, Guilherme d'Almeida e Gabriel Basile. Em junho de 2012, lançou seu primeiro disco, 66, de forma independente. Desde seu lançamento, o disco foi muito bem avaliado, sendo considerado pelo jornal O Globo como "um dos mais impressionantes discos de estreia de uma banda brasileira" e colocado entre os 25 melhores álbuns brasileiros de 2012 pela revista Rolling Stone Brasil. O disco contém 5 músicas autorais e 5 músicas escritas por Maurício Pereira, com arranjos do trio.
A faixa-título, 66, rendeu o primeiro clipe da banda, que foi premiado na categoria Clipe do Ano do Prêmio Multishow 2012, em que a banda também ganhou o prêmio de Aposta MTV no VMB 2012.
Ainda em 2012, O Terno foi banda base para o especial de final de ano da TV Cultura, no programa Cultura Livre. No Prêmio Multishow do mesmo ano, se apresentou com Nando Reis e Arnaldo Antunes, além da participação do Som Brasil Tropicália da Rede Globo.
Em 2013, o trio gravou duas músicas para o EP de Tom Zé, Tribunal do Feicebuqui. A banda ainda concorreu ao Prêmio Multishow 2013 na categoria Melhor Canção com Harmonium, do EP TicTac-Harmonium, lançado com 3 músicas, nas quais uma delas, Tic Tac, teve o seu videoclipe produzido.

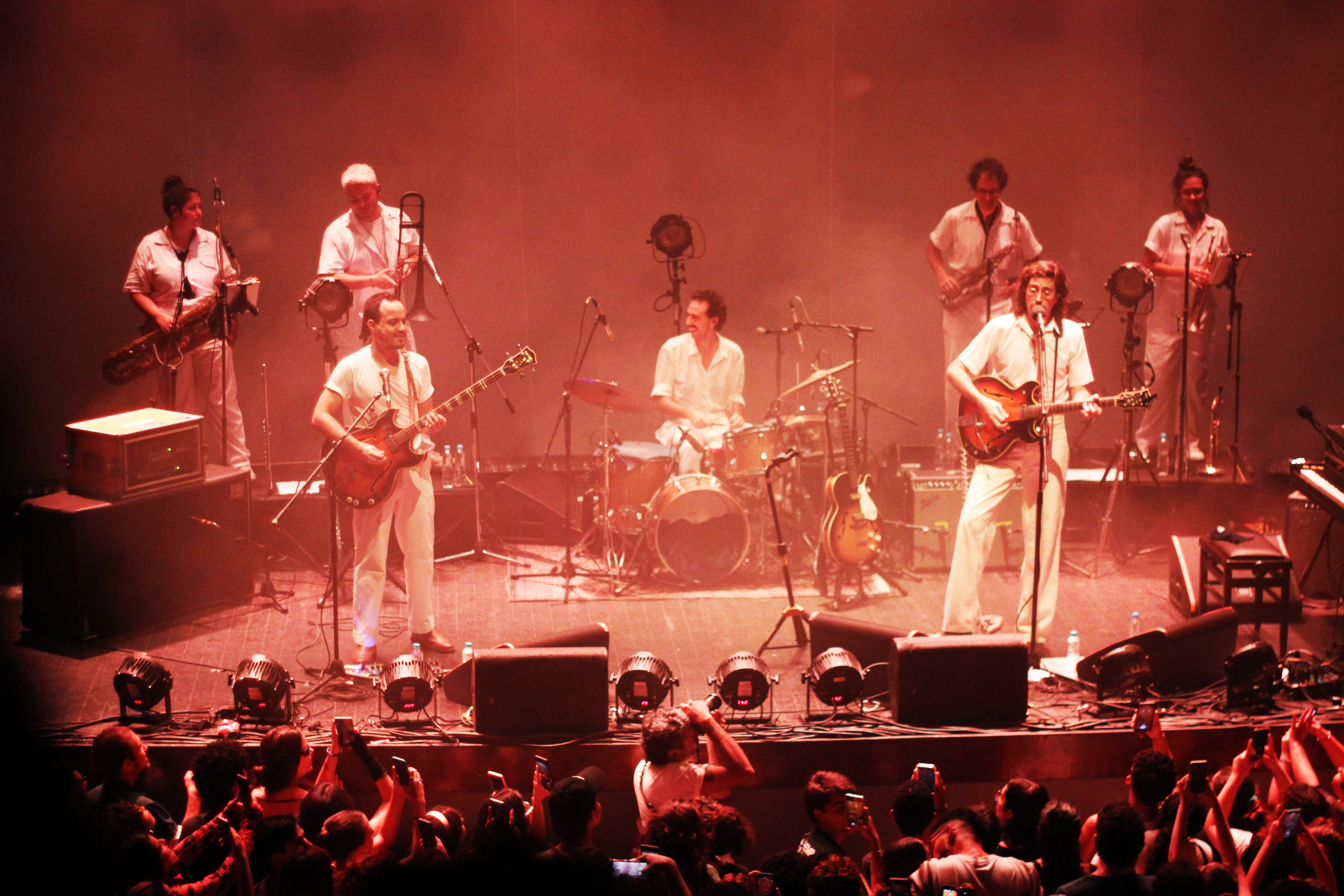
O Terno e banda de apoio no Circo Voador em 2024, na turnê de despedida do álbum Atrás/Além

Formaram, em 2014, o selo coletivo RISCO, com outras 7 bandas, como Charlie e os Marretas e Luiza Lian. Em agosto desse mesmo ano, através de financiamento coletivo no Catarse, lançaram o segundo álbum, O Terno, que contêm 12 músicas escritas de própria autoria dos membros da banda. O disco foi gravado no estúdio Canoa e lançado de forma independente.
Em março de 2015, a banda mudou de formação: Gabriel Basile substituiu Victor Chaves na bateria. No fim do mesmo mês, a banda fez sua estreia no festival Lollapalooza.
Em 2016, participaram da produção da primeira coletânea do selo RISCO, gravando Ávida Dúvida, da banda Memórias de um Caramujo. Além disso, lançaram o videoclipe de Ai, Ai, Como Eu Me Iludo, produzido pela Alasca Filmes, o terceiro da banda. Entre o fim de maio e começo de junho, O Terno fez a sua primeira turnê internacional, passando por Portugal e Espanha (Primavera Sound), em festivais e apresentações solo espalhadas por cidades locais. Em setembro, lançaram um novo disco, Melhor do que Parece, uma mescla de tropicalismo, rock, soul e música brasileira.
Em 2019, o trio paulista lançou o <atrás/além>, seu quarto álbum de estúdio, em 23 de abril. O álbum contaria com as participações internacionais de Devendra Banhart e Shintaro Sakamoto e foi eleito um dos 25 melhores álbuns brasileiros do primeiro semestre de 2019 pela Associação Paulista de Críticos de Arte.
No dia 6 de setembro de 2024, a banda realizou seu último show no Brasil no COALA Festival, apresentado no Memorial da América Latina, em São Paulo, representando sua despedida do país como grupo, antes de entrar em um hiato indeterminado pré-anunciado.

## Integrantes

#### Última formação
- Tim Bernardes – vocais, guitarra, piano (2009–2024)
- Guilherme d'Almeida – baixo (2009–2024)
- Gabriel Basile – bateria, percussão (2015–2024)

#### Ex-integrantes
- Victor Chaves – bateria, percussão (2009–2015)

## Discografia

#### Álbuns de estúdio
- 66 (2012)
- O Terno (2014)
- Melhor do que Parece (2016)
- Atrás/Além (2019)

#### EPs
- TicTac-Harmonium (2013)

## Prêmios e indicações
| Ano  | Organização                 | Trabalhos indicados        | Categoria                       | Resultado |
| ---- | --------------------------- | -------------------------- | ------------------------------- | --------- |
| 2012 | MTV Video Music Brasil 2012 | –                          | Aposta MTV                      | Venceu    |
| 2012 | Prêmio Multishow 2012       | 66                         | Clipe do Ano                    | Venceu    |
| 2013 | Prêmio Multishow 2013       | "Harmonium"                | Nova Música                     | Indicado  |
| 2014 | Prêmio Multishow 2014       | O Terno                    | Melhor Álbum                    | Indicado  |
| 2014 | Prêmio Multishow 2014       | –                          | Música Compartilhada            | Indicado  |
| 2015 | Prêmio APCA 2015            | "O Terno & Boogarins"      | Show do Ano                     | Venceu    |
| 2016 | Prêmio Multishow 2016       | "Ai, Ai, Como Eu Me Iludo" | Melhor Clipe                    | Venceu    |
| 2016 | Prêmio Multishow 2016       | "Ai, Ai, Como Eu Me Iludo" | Melhor Direção de Clipe         | Indicado  |
| 2016 | Prêmio Multishow 2016       | "Culpa"                    | Melhor Direção de Clipe         | Indicado  |
| 2016 | Prêmio Multishow 2016       | "Culpa"                    | Melhor Fotografia de Clipe      | Indicado  |
| 2017 | Prêmio Multishow 2017       | "Não Espero Mais"          | Melhor Direção de Clipe         | Venceu    |
| 2020 | Prêmio Dynamite             | <atrás/além>               | Melhor lançamento de Indie Rock | Venceu    |